# 어쌔신 트랩
《어쌔신 트랩》(이탈리아어: Non sono un assassino)은 이탈리아에서 제작된 안드레아 자카리엘로 감독의 2019년 액션, 범죄 영화이다.

## 출연

### 주연
- 리카르도 스카마르치오 : 프란체스코 프렌치페 역